# Eremothecium
Eremothecium är ett släkte av svampar. Eremothecium ingår i familjen Eremotheciaceae, ordningen Saccharomycetales, klassen Saccharomycetes, divisionen sporsäcksvampar och riket svampar.
|              | Coccidiascus |
|              | |
|              | Holleya |
|              | |
| Eremothecium | \| \| Eremothecium cymbalariae \| \| \| \| \| \| Eremothecium ashbyi \| \| \| \| \| \| Eremothecium coryli \| \| \| \| \| \| Eremothecium gossypii \| \| \| \| |
|              | \| \| Eremothecium cymbalariae \| \| \| \| \| \| Eremothecium ashbyi \| \| \| \| \| \| Eremothecium coryli \| \| \| \| \| \| Eremothecium gossypii \| \| \| \| |
|              | Eremothecium cymbalariae |
|              | |
|              | Eremothecium ashbyi |
|              | |
|              | Eremothecium coryli |
|              | |
|              | Eremothecium gossypii |
|              | |

|  | Eremothecium cymbalariae |
|  |                          |
|  | Eremothecium ashbyi      |
|  |                          |
|  | Eremothecium coryli      |
|  |                          |
|  | Eremothecium gossypii    |
|  |                          |